# XVIII Congresso della Democrazia Cristiana
Il XVIII Congresso della Democrazia Cristiana si svolse dal 17 al 22 febbraio 1989 al PalaLottomatica di Roma.
Vi parteciparono un milione e 862 000 iscritti alla Democrazia Cristiana provenienti da tutta Italia per chiedere ai dirigenti di discutere e regolare le questioni che riguardavano la vita del partito.
Il congresso sancì un cambio di alleanze tra le correnti interne, che mise il segretario Ciriaco De Mita in minoranza. Si rivelò decisiva la convergenza tra la corrente di Arnaldo Forlani e i dorotei (guidati da Antonio Gava), che insieme composero la nuova corrente moderata di “Azione Popolare”.
Tra i motivi dell'avvicendamento alla segreteria vi fu il doppio incarico di De Mita, che oltre ad essere il segretario del partito era anche presidente del consiglio. De Mita, messo in minoranza, lasciò la segreteria del partito ad Arnaldo Forlani.

## La Democrazia Cristiana in Italia
La DC si presentò alle assise con la potenza consueta, rinfrancata dopo la magra elettorale del 1983 dai risultati delle votazioni del 1987. Forte, perché tornata a guidare il governo dopo la parentesi laica; trionfa, tanto da spadroneggiare in Italia detenendo il controllo di dieci regioni (e la maggioranza in altre 5), della metà dei comuni, di tre quarti delle province, del 27% delle aziende municipalizzate italiane; rinvigorita, in virtù del 33,6% di preferenze guadagnate al Senato e del 34,3 alla Camera.

## La situazione interna della DC
La Democrazia Cristiana si presentò al PalaLottomatica con un organigramma definito dal diciassettesimo congresso (1986). In quel congresso Ciriaco De Mita era riuscito a guadagnare l'appoggio di Giulio Andreotti e Antonio Gava e a garantirsi, di conseguenza, una maggioranza inattaccabile. Arnaldo Forlani era stato eletto presidente del partito.

## La situazione governativa della DC
Nel 1985 la Democrazia Cristiana ottenne la Presidenza della Repubblica con Francesco Cossiga e la carica di Presidente del Consiglio con Ciriaco De Mita. Il Presidente del Senato era il repubblicano Giovanni Spadolini, mentre a Palazzo Montecitorio sedeva per il decimo anno consecutivo Nilde Iotti del Partito Comunista Italiano.
Nel Governo De Mita, insediatosi nell'aprile 1988, alla Democrazia Cristiana furono assegnati, oltre alla Presidenza del Consiglio, ministeri chiave come quello dell'interno (Antonio Gava), quello degli esteri (Giulio Andreotti), delle finanze (Emilio Colombo), del bilancio (Amintore Fanfani) e della pubblica istruzione (Giovanni Galloni).

## Il congresso
I protagonisti del congresso del 1989 furono i leader delle correnti principali della DC: Ciriaco De Mita da Avellino, Antonio Gava da Napoli, Arnaldo Forlani da Pesaro, Giulio Andreotti fra Roma e la Sicilia.
Gava e Forlani guidarono “Azione Popolare” che alla vigilia contò il 36,96% dei voti congressuali.
De Mita fu messo a capo della “Sinistra” del partito, col nome di "Area del Confronto" e raggranellò il 35,01% dei consensi.
Gli "andreottiani" valsero il 17,85% delle forze.
A completare il quadro, i "fanfaniani" al 3,20% e "Forze nuove" – legata a Carlo Donat-Cattin – che si assestò al 6,98%.
Mino Martinazzoli, che avrebbe potuto essere il candidato della sinistra DC alla segreteria, in un suo intervento seguito da lunghi applausi annunciò il proprio sostegno alla candidatura unitaria di Arnaldo Forlani.

## Tappe del Congresso
- 17 febbraio, Apertura del Congresso: 7 ore di Conclave per stabilire che il candidato appoggiato sarà ufficialmente il doroteo Arnaldo Forlani. Sono vinte le resistenze di De Mita, che perderà la poltrona di Piazza del Gesù.
- 18 febbraio: Fischi della platea ad ogni passaggio che contiene il nome "Arnaldo Forlani".
- 19 febbraio: Relazione di Ciriaco De Mita, applausi e pianto del Presidente del Consiglio.
- 20 febbraio: Intervento di Mino Martinazzoli che annuncia il proprio sostegno alla candidatura di Arnaldo Forlani. Forlani da parte sua boccia il "rinnovamento demitiano". De Mita si lamenta al TG1 facendo capire che il governo potrebbe cadere.
- 21 febbraio: Parla Giulio Andreotti, anche per lui applausi. Fra le righe un "doveroso" attacco a Bettino Craxi, segretario del Partito Socialista Italiano, e alla sua vagheggiata apertura a sinistra.
- 22 febbraio, Chiusura del Congresso: Forlani è nominato segretario con l'85% delle preferenze. De Mita legge la relazione finale e pone condizioni per rimanere al governo. Sette le mozioni approvate, fra le quali una che vincola il neosegretario ad appoggiare il governo De Mita. I delegati votano anche un allargamento del Consiglio Nazionale per permettere ad una quota rosa, venti membri, di entrarvi. Il consiglio viene così ripartito: 80 seggi per il centro, 70 per la sinistra, 35 per Andreotti, 12 per Donat-Cattin e 5 per Fanfani.

## Membri del nuovo Consiglio Nazionale
- Azione Popolare (60): Antonio Gava, Enzo Scotti, Gianni Prandini, Remo Gaspari, Vito Lattanzio, Lucio Abis, Pier Ferdinando Casini, Severino Citaristi, Sergio Cuminetti, Silvio Lega, Franco Maria Malfatti, Amedeo Zampieri, Oscar Luigi Scalfaro, Piergiovanni Malvestio, Giorgio Postal, Alberto Rossi, Giovanni Amabile, Mario Biasci, Enzo Binetti, Salvatore D'Alia, Clelio Darida, Angelo Donato, Alessandro Duce, Luigi Farace, Carmine Mensorio, Francesco Merloni, Filippo Micheli, Gastone Savio, Giuseppe Sinesio, Giancarlo Tesini, Carlo Bernini, Giampaolo D'Andrea, Lorenzo Natali, Romano Arioli, Gianantonio Arnoldi, Serafino Generoso, Bruno Lazzaro, Roberto Mongini, Lorenzo Montecuollo, Lino Nisii, Piero Pizzi, Gianni Potenza, Giulio Veronese, Agostino Angeleri, Aldo Boffa, Giovanni Bonelli, Adelmo Brustia, Giorgio Carollo, Claudio Cegalin, Riccardo Conti, Giuseppe Costella, Tommaso Di Domenico, Vincenzo Diretto, Elio Spagnuolo, Luigi Gilli, Tullio Innocenti, Salvatore Mongiello, Gabriele Mori, Giovanni Verga, Raffaele Rubino.
- Area del Confronto (56): Guido Bodrato, Mino Martinazzoli, Nicola Mancino, Nino Andreatta, Paolo Cabras, Pierluigi Castagnetti, Leopoldo Elia, Carlo Fracanzani, Giovanni Galloni, Giuseppe Gargani, Luigi Granelli, Nino Gullotti, Calogero Mannino, Sergio Mattarella, Giuseppe Matulli, Riccardo Misasi, Gianni Fontana, Clemente Mastella, Angelo Sanza, Giuseppe Zamberletti, Piero Angelini, Adriano Ciaffi, Antonio Giagu Demartini, Giuseppe Santonastaso, Giuseppe Guzzetti, Vincenzo Sorice, Augusto Rezzonico, Emilio Rubbi, Rosario Nicolosi, Marcello Pagani, Bruno Tabacci, Adriano Biasutti, Giuseppe Cerchio, Enrico De Mita, Salvatore Donato, Mario Floris, Renato Grassi, Calogero Lo Giudice, Luciano Ordine, Leoluca Orlando, Armando Angeli, Daniela Cerri, Vincenzo Scarlato, Federico Fauttilli, Albino Fontana, Paolo Giaretta, Giuseppe Longhi, Antonio Mario Mazzarrino, Riccardo Sartoris, Giuseppe Sbrenna, Giovanni Della Corte, Pinuccio Serra, Giuseppe Tonutti, Gianfranco Zonin, Roberto Di Giovan Paolo, Francesco D'Onofrio
- Amici di Andreotti (28): Franco Evangelisti, Paolo Cirino Pomicino, Luigi Baruffi, Salvo Lima, Vittorio Sbardella, Carmelo Pujia, Nino Cristofori, Tommaso Bisagno, Vito Bonsignore, Manfredi Bosco, Paolo Del Mese, Antonino Drago, Calogero Pumilia, Andrea Borruso, Nicola Signorello, Enrico Garaci, Francesco Biscaglia, Sergio Cazzaniga, Luca Danese, Pasquale Di Gioia, Francesco Di Giuseppe, Emidio Ettore Isacchini, Emilio Lombardi, Giuseppe Merlino, Rolando Picchioni, Tommaso Rea, Delio Redi, Antonio Simone
- Forze Nuove (12): Carlo Donat Cattin, Sandro Fontana, Pino Leccisi, Luciano Faraguti, Ugo Grippo, Gerardo Bianco, Emerenzio Barbieri, Ettore Bonalberti, Massimo Palombi, Ferdinando Foschi, Romolo Pisano, Gaspare Lo Nigro
- Nuove Cronache (4): Bruno Orsini, Cesare Cursi, Sebastiano Vincelli, Luigi D'Elia

A questi vanno poi aggiunti:
- 20 consiglieri eletti nella quota femminile: Tina Anselmi, Maria Eletta Martini, Silvia Costa, Lucia Fronza Crepaz, Anna Maria Nucci, Patrizia Toia, Albertina Soliani, Bruna Russo, Luisa Pasquantonio, Ombretta Fumagalli, Lena Buonauro, Rita Pastorelli, Lina Sasso, Anna Maria Guerra, Margherita Peroni, Anna Bruna De Pasquale, Maria De Gennaro, Anna Maria Pregliasco, Carla Viale, Maria Grazia Landi
- I consiglieri di diritto:
  - Gli ex segretari politici e gli ex presidenti del Consiglio: Amintore Fanfani, Mario Scelba, Mariano Rumor, Emilio Colombo, Giulio Andreotti, Arnaldo Forlani, Giovanni Goria, Ciriaco De Mita, Paolo Emilio Taviani, Flaminio Piccoli, Benigno Zaccagnini
  - I presidenti dei gruppi parlamentari: Mino Martinazzoli, Nicola Mancino
  - I delegati del movimento femminile, giovanile e anziani: Maria Paola Colombo Svevo, Simone Guerrini, Giuseppe Brusasca